# Die Heimkehr (Star Trek: Deep Space Nine)
Die Heimkehr (Originaltitel: The Homecoming) ist die erste Folge der zweiten Staffel der US-amerikanischen Science-Fiction-Fernsehserie Star Trek: Deep Space Nine. Sie wurde in den Vereinigten Staaten über Syndication vermarktet und erstmals am 26. September 1993 auf verschiedenen Fernsehsendern ausgestrahlt. In Deutschland war sie zum ersten Mal am 29. August 1994 in einer synchronisierten Fassung auf Sat.1 zu sehen.
Die Heimkehr bildet den ersten Teil des ersten Dreiteilers in einer Star-Trek-Fernsehserie.

## Handlung
Im Jahr 2370 kommt die Boslicin Rionoj, Captain eines Frachters, auf die Raumstation Deep Space Nine. Sie erzählt ihrem alten Freund, dem Barbesitzer Quark, dass sie einen Ohrring nach Bajor liefern soll, der ihr auf dem Planeten Cardassia IV zugespielt wurde. Quark verspricht, sich um die Sache zu kümmern, und übergibt den Ohrring an Kira Nerys, die bajoranische Verbindungsoffizierin der Station. Sie erkennt sofort, dass das Schmuckstück Li Nalas gehört, einem der größten Helden des bajoranischen Widerstands während der cardassianischen Besatzung. Li gilt als tot, doch die Herkunft seines Ohrrings von Cardassia IV könnte darauf hindeuten, dass er noch lebt und nach wie vor von den Cardassianern gefangen gehalten wird, obwohl die Besatzungszeit längst beendet ist.
Kira bittet Commander Sisko um ein Runabout, um der Sache nachzugehen und Li zu befreien. Kira findet, dass Bajor einen Helden wie Li gerade dringend gebrauchen könnte, denn durch eine schwache Regierung und das aktuelle Fehlen eines religiösen Führers kommt es verstärkt zu Unruhen. Sisko muss ihre Bitte jedoch ablehnen, da die bajoranische Regierung befürchtet, eine Befreiungsaktion könne einen Krieg mit den Cardassianern auslösen. Chefingenieur Miles O’Brien entdeckt unterdessen ein weiteres Problem: Ein Graffito weist darauf hin, dass eine extremistische Gruppe von Bajoranern namens „Allianz für globale Einheit“, auch bekannt als „Der Kreis“, nun auch auf Deep Space Nine aktiv geworden ist. Diese Gruppe tritt dafür ein, alle Nicht-Bajoraner von Bajor zu vertreiben. Im Gespräch mit Wissenschaftsoffizierin Jadzia Dax wird Sisko klar, dass die jüngsten Ereignisse auf Bajor all seine Bemühungen des letzten Jahres, den Planeten auf eine Mitgliedschaft in der Föderation vorzubereiten, zunichtemachen könnten. Er gelangt zu der Einsicht, dass jemand wie Li tatsächlich die Wogen glätten könnte, und gestattet Kira schließlich eine Befreiungsaktion. Er besteht aber darauf, dass O’Brien sie begleitet.
O’Brien modifiziert das Runabout so, dass es für die Scanner der Cardassianer als lissepianisches Frachtschiff erscheint. Über Funk behauptet Kira, sie transportiere dringend erwartete Fracht für einen (frei erfundenen) wichtigen Befehlshaber. Mit diesen Tricks gelangt das Runabout unbehelligt an einem Wachposten vorbei nach Cardassia IV. Auf der Oberfläche des Planeten entdecken O’Brien und Kira tatsächlich ein Gefangenenlager, das immer noch in Betrieb ist. Sie geben sich als eine Prostituierte und ihr Zuhälter aus, die einen Termin beim Präfekten des Lagers haben. So verschaffen sie sich Zutritt und können mehrere Wachen überwältigen. Unter den Gefangenen entdecken sie Li, der zunächst verwundert ist, bis er von einem Kameraden erfährt, dass dieser Lis Ohrring aus dem Lager geschmuggelt hat. Die Flucht gelingt, doch da auf dem Runabout nur wenig Platz ist, müssen mehrere Gefangene zurückbleiben.
Zurück auf Deep Space Nine wird Li medizinisch versorgt. Sisko erhält unterdessen eine Nachricht von dem Cardassianer Gul Dukat. Er spricht eine offizielle Entschuldigung aus und behauptet, das Lager sei ohne Wissen der cardassianischen Führung betrieben worden. Er versichert, die verbliebenen Gefangenen würden zurück nach Bajor geschickt und der Präfekt des Lagers würde eine gerechte Strafe erhalten. Die Nachricht von Lis Rückkehr verbreitet sich schnell. Minister Jaro Essa kommt auf die Station. Er rügt Kira für ihre eigenmächtige Aktion, dankt ihr aber zugleich für den geglückten Ausgang. Die auf der Station lebenden Bajoraner fordern eine Ansprache von Li. Er richtet ein paar kurze Worte an die Menge, dann ergreift Jaro das Wort. Li zieht sich unauffällig zurück, den im Moment will er nur seine Ruhe haben.
Quark zählt unterdessen in seiner Bar die Tageseinnahmen, als eine Gruppe Maskierter ihn überfällt und ihm das Zeichen des Kreises in die Stirn einbrennt. Er lässt sich sogleich von Stationsarzt Julian Bashir behandeln. Als Li von dem Vorfall erfährt, ist er entsetzt, dass Bajoraner solche Taten verüben. Sisko und Kira erklären ihm, dass der Kreis großen Zulauf erhält, da er zurzeit handlungsfähiger wirkt als die schwache Regierung Bajors. Sisko begibt sich in sein Quartier und stellt fest, dass sein Sohn Jake noch wach ist. Er erzählt, dass ein bajoranisches Mädchen, mit dem er sich getroffen hat, ihn nicht mehr sehen darf, denn ihr Vater wünscht nicht, dass sie sich mit Nicht-Bajoranern trifft.
Plötzlich erhält Sisko eine Nachricht vom Captain eines tygarianischen Frachtschiffs. Er informiert Sisko, dass Li Nalas sich auf seinem Schiff versteckt hat, um heimlich von der Station zu fliehen. Als Grund hierfür gibt Li an, dass ihm die Heldenverehrung um seine Person extrem unangenehm ist, und er erzählt Sisko, wie es dazu kam: Seine Widerstandszelle wurde eines Tages von den Cardassianern überfallen und alle Mitglieder bis auf drei wurden getötet. Sie versteckten sich in den Bergen, mussten aber schließlich zurück ins Tal, um Wasser und Nahrung zu finden. Li hatte als einziger einen Phaser und ging deshalb voraus. Am Steilhang eines Sees rutschte er ab und landete direkt vor einem Cardassianer, der gerade ein Bad genommen hatte. Es war Gul Zarale, einer der verhasstesten Besatzer, der für die Zerstörung zahlreicher Dörfer verantwortlich war. Bevor Zarale zu seiner Waffe eilen konnte, erschoss ihn Li. Der tote Cardassianer fiel auf Li und als seine Kameraden ihn erreichten, glaubten sie, Li habe ihn in einem heroischen Zweikampf besiegt. Diese Version verbreitete sich wie ein Lauffeuer, dabei hatte Li in Wirklichkeit nur einen unbewaffneten Mann in Unterhosen erschossen. Jetzt wollte er fliehen, denn er weiß, dass er nicht der Mann ist, für den die Bajoraner ihn halten. Sisko entgegnet, dass von ihm keine neuen Heldentaten erwartet werden und dass Bajor im Moment vor allem ein Symbol braucht. Er sei perfekt dazu geeignet, denn er könne den Bajoranern die Fähigkeit vermitteln, das beste in sich zu sehen. Schließlich willigt Li ein.
Nach einer Reise nach Bajor kehrt Li mit Minister Jaro nach Deep Space Nine zurück. Li verkündet, dass man ihm den neu geschaffenen Titel eines „Navarchen“ verliehen habe, da keiner der bereits existierenden Titel für einen Helden wie ihn angemessen erschien. Jaro verkündet, dass Li Verbindungsoffizier auf Deep Space Nine werden soll. Sisko ist verwirrt, denn er hat schon eine Verbindungsoffizierin, doch Jaro erklärt, dass Kira nach Bajor zurückbeordert wurde.

## Besonderheiten

### Verbindungen zu anderen Star-Trek-Produktionen
Die Folgen Die Heimkehr, Der Kreis und Die Belagerung bilden einen zusammenhängenden Handlungsbogen. Sie bilden damit den ersten Dreiteiler in einer Star-Trek-Serie. Weitere Dreiteiler gab es danach erst wieder 2004/05 in der vierten Staffel von Star Trek: Enterprise.
Die Spannungen zwischen den Bajoranern und der Föderation, die erstmals in Folge 1.20 Blasphemie in Form eines religiösen Konflikts behandelt wurden, werden hier wieder aufgegriffen und um einen politischen Konflikt erweitert.
Die Tygarianer haben hier ihren ersten Auftritt. Sie sind später noch in zahlreichen weiteren Folgen von Star Trek: Deep Space Nine und in einzelnen Folgen anderer Star-Trek-Serien in Statistenrollen zu sehen.
Das Aussehen von Rionoj unterscheidet sich sehr stark von dem anderer Boslicen. Eine Erklärung für diese starken Aussehensunterschiede innerhalb einer Spezies wurden in den Star-Trek-Produktionen bislang nicht genannt. Ein Geschlechtsdimorphismus kann ausgeschlossen werden, da in späteren Folgen auch männliche Boslicen mit Rionojs Aussehen zu sehen sind.

### Besonderheiten der deutschen Synchronfassung
Jake Sisko (Cirroc Lofton) wurde ab dieser Folge nicht mehr von Tobias Müller, sondern von Julien Haggège synchronisiert.

## Produktion

### Drehbuch
Die Folge geht auf eine Idee zurück, aus der Jeri Taylor ursprünglich eine Geschichte für die Serie Raumschiff Enterprise – Das nächste Jahrhundert entwickeln wollte. In dieser hätte eine Bajoranerin auf die Enterprise kommen sollen, die das Ziel hat, einen Führer der bajoranischen Widerstandsbewegung zu befreien. Der sollte jedoch mittlerweile das Interesse an einer erneuten Führungsrolle verloren haben. Die Geschichte wurde schließlich für die Serie Star Trek: Deep Space Nine adaptiert. Die Rolle der bajoranischen Frau übernahm Kira, die Li Nalas befreien sollte. Inspiriert von dem Western Der Mann, der Liberty Valance erschoß schrieb Ira Steven Behr Li von einem unwilligen zu einem missverstandenen Anführer um, der erkennen muss, dass die Legenden, die sich um ihn gebildet haben, möglicherweise bedeutsamer sind als die historische Wahrheit.

### Darsteller
Leslie Bevis spielte Rionoj noch in zwei weiteren Folgen von Star Trek: Deep Space Nine.
Michael Bell, Darsteller von Borum, hatte zuvor bereits Verwalter Zorn im Pilotfilm Der Mächtige / Mission Farpoint von Raumschiff Enterprise – Das nächste Jahrhundert gespielt. Er spielte später noch Drofo Awa in Folge 2.21 (Der Maquis, Teil II) von Star Trek: Deep Space Nine.
John Fleck, Darsteller des cardassianischen Aufsehers, hatte zuvor bereits den Romulaner Taibak in Folge 4.24 (Verräterische Signale) von Raumschiff Enterprise – Das nächste Jahrhundert gespielt. Er spielte später noch zwei weitere Gastrollen in je einer Folge von Star Trek: Deep Space Nine und eine Gastrolle in einer Folge von Star Trek: Raumschiff Voyager. In Star Trek: Enterprise spielte er in sieben Folgen die wiederkehrende Nebenfigur des Suliban Silik. Aus unbekannten Gründen erhielt Fleck für seine Darstellung des Aufsehers keine Nennung in den Credits der Folge.
Auch Frank Langella, Darsteller von Minister Jaro, wurde nicht in den Credits genannt, da er die Rolle nur seinen Kindern zuliebe angenommen hatte und keine Gage verlangte.
Dies ist die erste Folge der Serie, in der die Nebenfigur Morn (Mark Allen Shepherd) keinen Auftritt hat.

### Drehorte und Kulissen
Als Drehort für das Arbeitslager auf Cardassia IV diente der Soledad Canyon nördlich von Los Angeles.

## Rezeption
Keith DeCandido bewertete Die Heimkehr 2013 auf tor.com als eine herausragende Folge von Star Trek: Deep Space Nine und einen großartigen Start in eine neue Staffel. Er lobte die Schauspielleistung sowohl der Haupt- als auch der Gastdarsteller. Insbesondere das Zusammenspiel von Nana Visitor und Colm Meaney fand er brillant, ebenso Richard Beymers Darstellung als Li Nalas.